# Tjervinka (vattendrag i Vitryssland)
Tjervinka (ryska: Червинка) är ett vattendrag i Belarus.   Det ligger i voblasten Vitsebsks voblast, i den nordöstra delen av landet, 150 km nordost om huvudstaden Minsk.
I omgivningarna runt Tjervinka växer i huvudsak blandskog. Runt Tjervinka är det glesbefolkat, med 18 invånare per kvadratkilometer.